# Milan Malý (fotbalista)
Milan Malý (* 26. srpna 1953) je bývalý český fotbalista, útočník.

## Fotbalová kariéra
V československé lize hrál za TŽ Třinec. Nastoupil ve 12 ligových utkáních. Gól v lize nedal.

## Ligová bilance
| Ročník                                   | Zápasy | Góly | Klub      |
| ---------------------------------------- | ------ | ---- | --------- |
| 1. československá fotbalová liga 1972/73 | 12     | 0    | TŽ Třinec |
| CELKEM                                   | 12     | 0    |           |